# Grote Kerk (Veendam)
De Grote Kerk is een kerkgebouw uit 1662 met uitbreidingen van 1767, in de Groningse plaats Veendam, dat in gebruik is bij de Protestantse Gemeente Veendam, waarin de Hervormde Gemeente Veendam en de Gereformeerde Kerk Veendam in 2011 samengingen. 

## Beschrijving

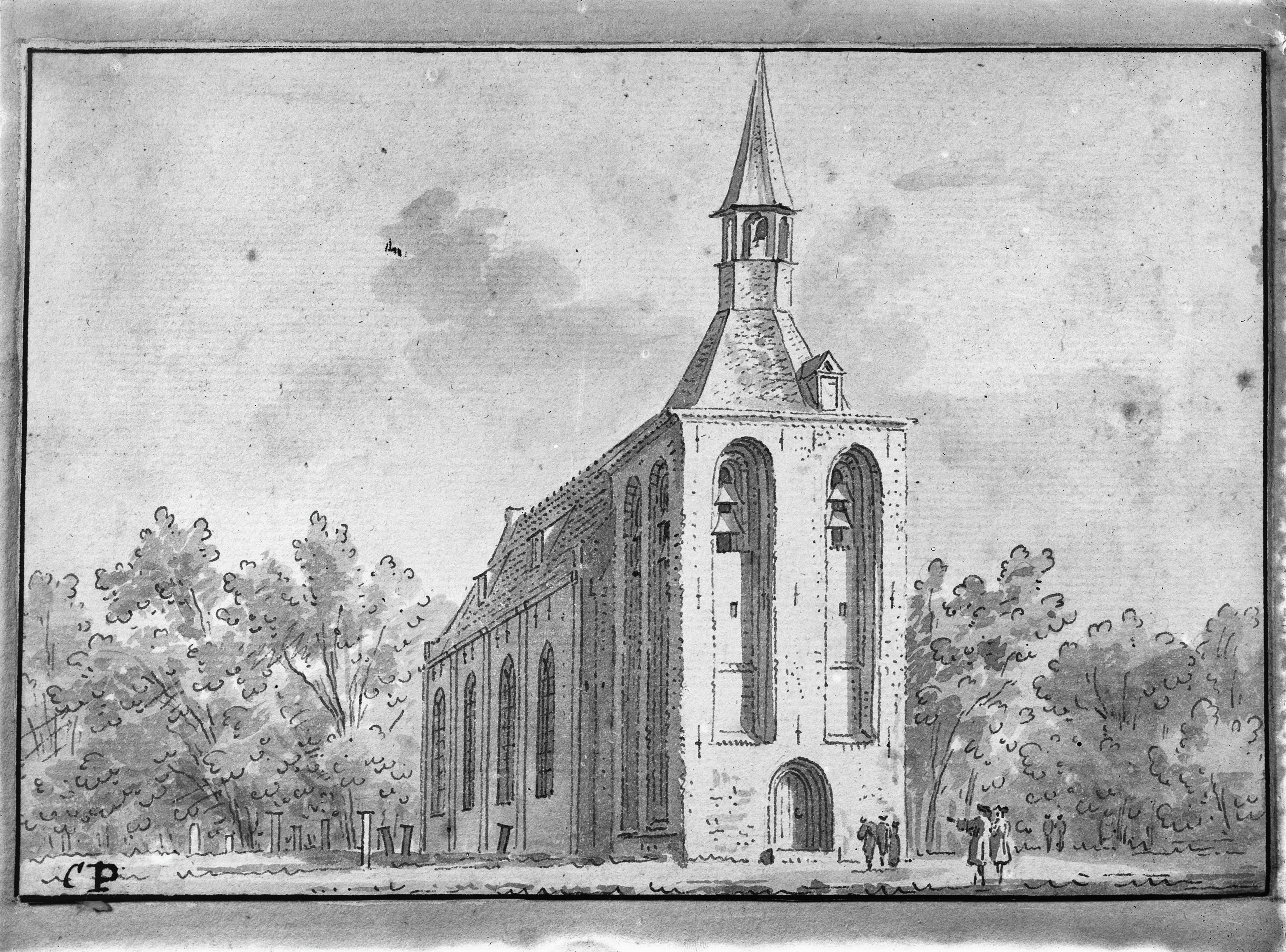
Hervormde kerk van Veendam naar een tekening van C.Pronk

Op 25 augustus 1651 werd door de classis Oldamt en Westerwolde op initiatief van de provinciale synode besloten om een kerkelijke gemeente te stichten in Veendam. Gezien het aantal gezinnen dat op het Muntendammerveen woonde werd overgegaan tot de bouw van een kerk aan een laan tussen het Oosterdiep en Westerdiep. De Staten van Groningen trokken hier 4000 Carolusguldens voor uit, onder voorwaarde dat zij het collatierecht zouden behouden. Boven de ingang in de toren herinnert nog een steen met het wapen van Groningen aan dit recht dat tot 1795 bleef bestaan. Op 5 september 1655 stonden de Staten van de provincie toe om een predikant te benoemen voor een jaarinkomen van 300 Carolusguldens. De partijen die in dezen een stem hadden waren: de Ommelander Compagnie, de Muntervenen van Adriaan Geerts Wildervanck, (stichter van Veendam en het nabijgelegen Wildervank) en de eigenaars van de particuliere Acker-talen. Kortom, de veenontginners en de plaatselijke bewoners. Zij benoemden in 1655 ds. Henricus Hermannius. Adriaan Geerts Wildervanck legde de eerste steen voor een nieuwe kerk op 24 augustus 1660. Op 5 oktober 1662 hield men in deze kerk de eerste kerkdienst. Tot die tijd werden de diensten in een boerenschuur van Albert Aalders Negenkracht gehouden. 

### Exterieur
Bij de uitbreiding van 1767 kreeg de kerk aan de zuidzijde een extra beuk aangebouwd en zo werd het schip in grootte verdubbeld. De noord- en zuidmuur worden door lisenen geleed en elk van de vier traveeën heeft een groot rondboogvenster. De oostmuur van de kerk kent ook vijf lisenen en heeft twee centrale spaarvelden, geflankeerd door weer twee rondboogvenster. Boven in de gevel zit nog een rond venster. Beide beuken hebben een wolfsdak met op de wolfseinden een piron. 
In 1767 kreeg de toren een echte spits. Later kreeg de toren een nieuwe ommanteling en werd hij verhoogd. Tegenwoordig is de toren opgetrokken in machinale baksteen. Ten tijde van de Tweede Wereldoorlog werd de oude luidklok door de Duitse bezetter gevorderd en afgevoerd. Deze werd na de oorlog teruggevonden en teruggeplaatst in de toren. In 1958 kreeg de toren zijn huidige uiterlijk. Hierbij werden de oude galmgaten verwijderd en vervangen door een open constructie van gewapend beton. Ook werden de wijzerplaten boven de dakrand geplaatst. In 1959 werd de toren voorzien van een carillon en werd de oude en beschadigde luidklok vergoten. In april 2008 werd er een nieuw carillon in de toren geplaatst.

### Interieur

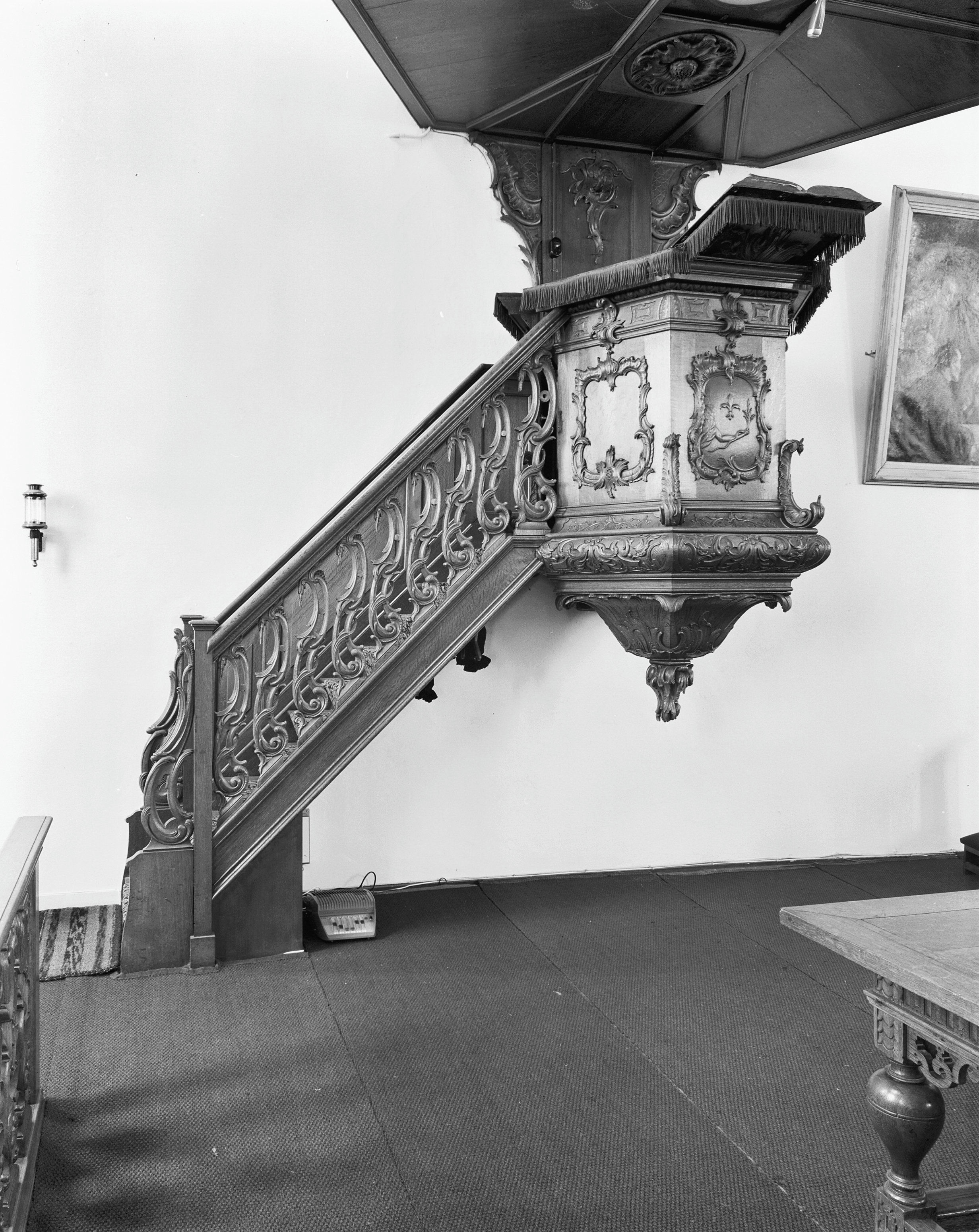
Preekstoel (1767)

De kerk heeft een houten tongewelf en dit wordt gesteund door trekbalken. Deze trekbalken zijn tegen muurzuilen bevestigd, deze muurzuilen bevinden zich op de plaatsen waar zich aan de buitenkant de lisenen bevinden. Het huidige interieur is ontstaan na de verbouw van 1767. Destijds stonden in de hele ruimte kerkbanken. Het interieur werd rond het midden van de 19e eeuw veranderd en in het begin van de 20e eeuw zijn de banken weggehaald en vervangen door stoelen. Alleen tegen de noord- en oostmuur staan nog enkele banken uit de 17e, 18e en 19e eeuw. De doelgroep van de banken wisselde nogal over de jaren, zo waren er: de herenbank, Ommelanderbank, schippersbank, vrouwenbank, ouderlingenbank, diakenbank, kerkvoogden- en notabelenbank, meiden- en de opschikbank. In het voorheen lege cartouche van de Ommelanderbank werd in 1962 het wapen van de familie Wildervanck aangebracht. Ten tijde van de vergroting van de kerk in 1767 zijn ook de preekstoel, de avondmaalstafel en de voorzangerslezenaar vervaardigd. De preekstoel is in het bezit van een klankbord en achterschot en heeft een zeszijdige kuip met houtsnijwerk in de vorm van acanthusbladeren en cartouches. Op het voorpaneel van de kuip is het wapen van Veendam afgebeeld: een arm, die uit een wolk steekt en een olijftak omhoog houdt, om de arm is een slang gekronkeld. In 1785 schonk Fennegijn Wijndels, wedduwe van Hendrik Pieters, een koperen kroonluchter. De gemeenteleden schonken in 1962 de kleine koperen kronen ter gelegenheid van het 300-jarig bestaan van de kerk.

### Orgel

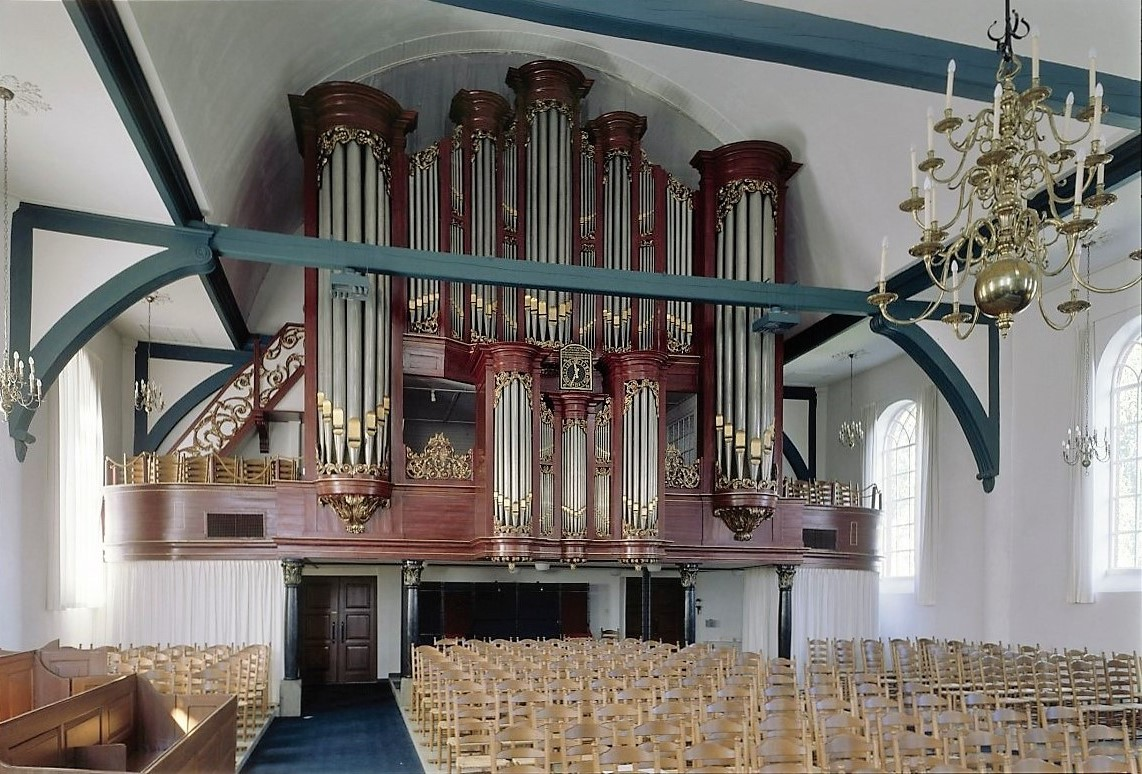
Het Timpe/Faber & Dienes-orgel

Het orgel werd in 1824 gebouwd door Johannes Wilhelmus Timpe. In 1847 heeft orgelbouwer Petrus van Oeckelen het verbeterd en uitgebreid. Van dit orgel resteert alleen de kas, aangezien restauraties niet meer mogelijk waren. In 1927 kreeg de Duitse firma Faber & Dienes dan ook opdracht voor de bouw van een nieuw orgel. Hierbij zijn de orgelkas en een aantal oude pijpen hergebruikt. Het orgel heeft drie manualen en een vrij pedaal. Het orgel heeft ongeveer 2400 pijpen van hout, zink en tin. Deze verschillen in grootte, van 1 centimeter tot 5,9 meter. Centraal op het rugwerk staat een wijzerplaat uit 1782. In 1992/1993 werd het orgel opnieuw gerestaureerd door de firma De Wit uit Nieuw-Vennep, waarbij de oorspronkelijke speeltafel en een groot aantal speelhulpen werden verwijderd. Sindsdien zijn de gebruiksmogelijkheden van het orgel beperkt. Het instrument werd daarna onderhouden door de orgelmakers Mense Ruiter.
In 2019 werd het orgel erkend als beschermwaardig onderdeel van het rijksmonument. Besloten werd tot een algehele restauratie naar de toestand van 1928, waarbij de speeltafel van Faber & Dienes zal worden gereconstrueerd. Doel is de verdwenen klankesthetiek te herstellen door het terugbrengen van de speel- en registratiemogelijkheden die bij de vorige restauratie verloren waren gegaan.
Het orgel heeft de volgende dispositie:
| Hoofdwerk      |         | Positief expressief |       | Zwelwerk        |       | Pedaal     |        |
| -------------- | ------- | ------------------- | ----- | --------------- | ----- | ---------- | ------ |
| Prestant       | 8       | Quintadeen          | 16    | Lieflijk Gedekt | 16    | Majorbas   | 32     |
| Dubbelfluit    | 8       | Vioolprestant       | 8     | Aeöline         | 16    | Subbas     | 32     |
| Roerfluit      | 8       | Concertfluit        | 8     | Stilprincipaal  | 8     | Zachtbas   | 16     |
| Viola di Gamba | 8       | Roerfluit           | 8     | Zachtgedekt     | 8     | Violon     | 16     |
| Octaaf         | 4       | Unda Maris          | 8     | Aeöline         | 8     | Quintbas   | 10 2/3 |
| Roerfluit      | 4       | Dwarsfluit          | 4     | Vox Celestis    | 8     | Basfluit   | 8      |
| Bachfluit      | 4       | Gemshoorn           | 4     | Quintadeen      | 8     | Bourdonbas | 8      |
| Quint          | 2 2/3   | Roerquint           | 2 2/3 | Diapason        | 4     | Violon     | 8      |
| Octaaf         | 2       | Woudpijp            | 2     | Gemshoorn       | 4     | Nazard     | 5 1/3  |
| Ruischpijp     | 2 st.   | Terts               | 1 3/5 | Spitsfluit      | 4     | Koraalbas  | 4      |
| Mixtuur        | 2-4 st. | Cornettino          | 5 st. | Nazard          | 2 2/3 | Nachthoorn | 4      |
| Trompet        | 8       | Fagot               | 16    | Blokpijp        | 2     | Basfluit   | 4      |
|                |         | Hobo                | 8     | Terts           | 1 3/5 | Nachthoorn | 2      |
|                |         | Tremulant           |       | Septiem         | 1 1/7 | Bazuin     | 16     |
|                |         |                     |       | Siffluit        | 1     | Trompet    | 8      |
|                |         |                     |       | Sesquialtera    | 2 st. |            |        |
|                |         |                     |       | Ranket          | 16    |            |        |
|                |         |                     |       | Kromhoorn       | 8     |            |        |
|                |         |                     |       | Schalmei        | 4     |            |        |
|                |         |                     |       | Tremulant       |       |            |        |